# Humus da lombrico rosso californiano

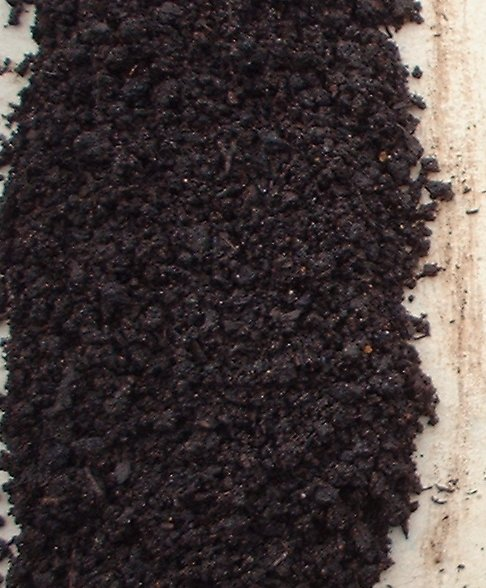
Humus da lombrico rosso californiano (vermicompost)

L'humus da lombrico rosso californiano è un ammendante biologico prodotto dalla digestione da parte dell'oligocheto europeo, Eisenia fetida (chiamato anche "lombrico rosso della California").
Questo lombrico ha la particolarità di possedere cinque cuori e sei reni, respira attraverso la pelle ed è lungo da 5 a 10 centimetri.
Esso si nutre di qualsiasi scarto alimentare, sia agricolo che animale.
Denominato "lo spazzino del mondo" già da Aristotele offre, dopo la sua digestione, un compost di primissima qualità: l'humus viene da molti ritenuto il migliore fertilizzante del mondo.
Ricco di nitrati, fosfati e carbonato di potassio è usato nella coltura di ortaggi e piccole piante (i suoi enzimi sono 20 volte superiori a quelli del comune letame) e per la correzione di terreni agricoli ma anche di campi da golf. 
Per la sua naturale produzione è uno degli ammendanti ammessi nell'agricoltura biologica.